# Pleurobema decisum
Pleurobema decisum е вид мида от семейство Unionidae. Видът е застрашен от изчезване.

## Разпространение
Разпространен е в САЩ (Алабама, Джорджия, Мисисипи и Тенеси).